# 디에고 벨라스케스 데 케야르
디에고 벨라스케스 데 케야르(Diego Velázquez de Cuéllar, 1465년경 ~ 1524년 6월 12일)는 스페인의 콩키스타도르이다. 쿠바를 정복하고 초대 총독이 되었다.

## 같이 보기
- 쿠바의 역사